# Digitaria leucites
Digitaria leucites är en gräsart som först beskrevs av Carl Bernhard von Trinius, och fick sitt nu gällande namn av Johannes Jan Theodoor Henrard. Digitaria leucites ingår i släktet fingerhirser, och familjen gräs. Inga underarter finns listade i Catalogue of Life.